# Arnór Guðjohnsen
Arnór Guðjohnsen, född 30 april 1961 i Reykjavik, är en isländsk tidigare fotbollsspelare. Han spelade för det belgiska laget RSC Anderlecht och i Jupiler League säsongen 1986/1987. 
Guðjohnsen spelade för Örebro SK under 1990-talet.

## Familj
Arnór Guðjohnsen är far till fotbollsspelaren Eiður Guðjohnsen. De båda deltog en gång i samma landskamp där Arnór byttes ut till förmån för den debuterande sonen Eiður.